# Olocuilta
Olocuilta è un comune del dipartimento di La Paz, in El Salvador.
La città è famosa per la sua pupusa, piatto tipico nazionale.

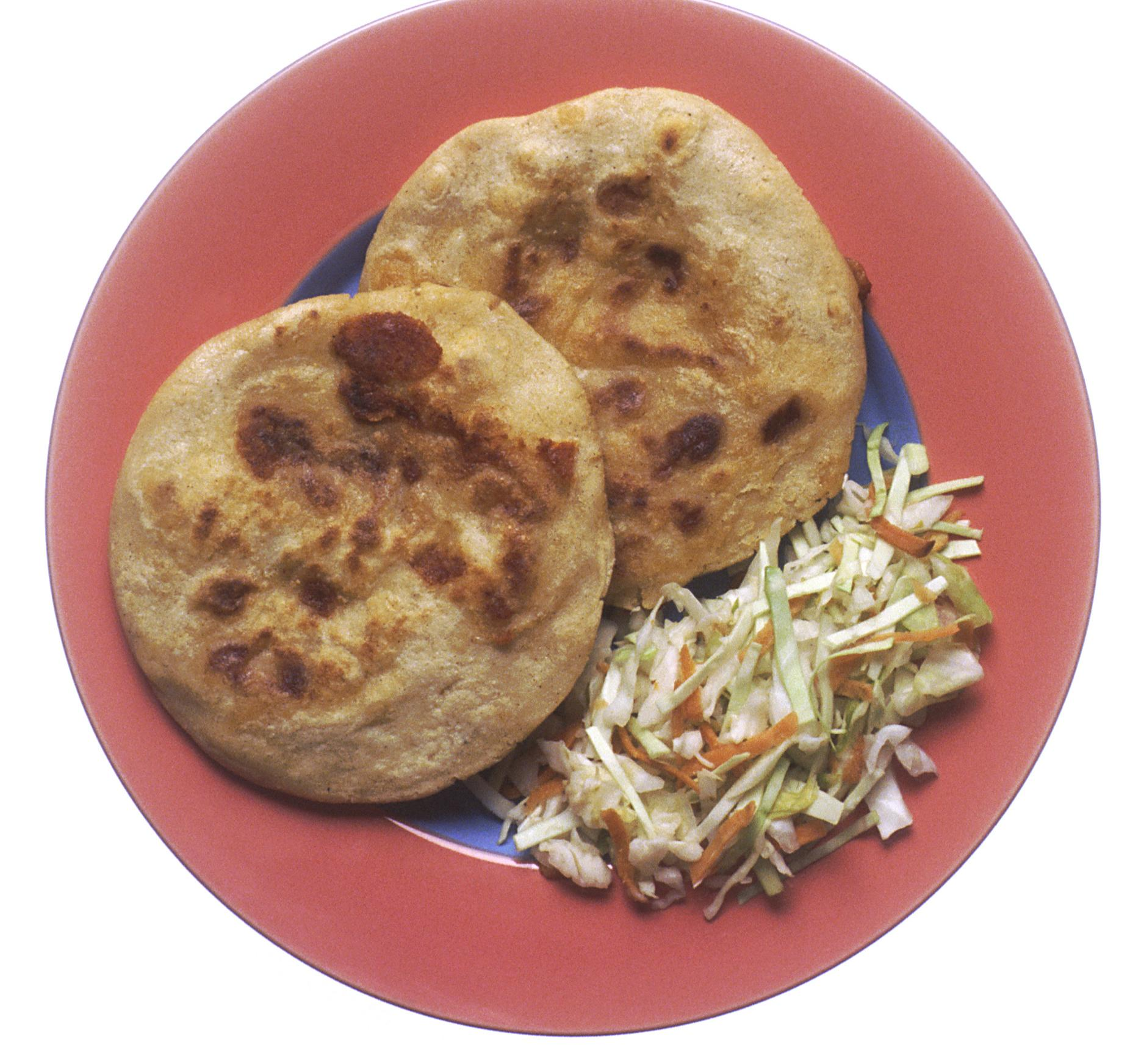
Due pupusas